# Quintus Fabius Ambustus (Konsulartribun)
Quintus Fabius Ambustus entstammte der römischen Patrizierfamilie der Fabier und war 390 v. Chr. Konsulartribun.

## Leben
Die Überlieferung zur Laufbahn von Quintus Fabius Ambustus ist äußerst unsicher. In den antiken Magistratslisten war er für das Jahr 390 v. Chr. als einer von sechs Konsulartribunen verzeichnet. Er soll nach der jüngeren römischen Annalistik mit seinen beiden Brüdern Kaeso und Numerius durch völkerrechtswidriges Vorgehen die Gallier bzw. Kelten dazu veranlasst haben, gegen Rom zu ziehen und die Stadt zu erobern. Nach der ältesten erhaltenen Version dieser Geschichte, die der griechisch-sizilische Historiker Diodor bietet, begaben sich zwei römische Gesandte, deren Namen nicht angegeben sind, 390 v. Chr. in die von den Kelten angegriffene Stadt Clusium, um die keltische Armee auszuspionieren. Sie halfen den Clusinern gegen deren Belagerer und einer der Gesandten tötete dabei einen Anführer der Kelten. Diese verlangten aufgrund der damit begangenen Völkerrechtsverletzung von Rom die Auslieferung des Schuldigen und lehnten eine zunächst gebotene finanzielle Wiedergutmachung ab. Der Senat wollte daraufhin der Forderung der Kelten nachkommen, doch der Vater des von der Auslieferung bedrohten Gesandten war ein einflussreicher Mann, der in diesem Jahr das Konsulartribunat innehatte und sich an das Volk wandte, das den Senatsbeschluss für ungültig erklärte. Die erzürnten Kelten erstürmten daraufhin Rom.
Eine jüngere, abweichende Erzählung ist insbesondere beim römischen Geschichtsschreiber Titus Livius greifbar. Nach ihm waren Quintus Fabius Ambustus und seine beiden Brüder Söhne eines sonst unbekannten Marcus Fabius Ambustus und wurden bereits 391 v. Chr., ein Jahr vor der Eroberung Roms, nach Clusium geschickt, das wegen der von den Kelten ausgehenden Gefahr um römische Unterstützung ersucht hatte. Die drei Fabier sollten mit den Kelten verhandeln und sie vor einer Attacke warnen, stießen mit ihrem Anliegen aber auf taube Ohren. Wie bei Diodors Version griffen die Gesandten nun auf Seiten der Clusiner in den Kampf ein, wobei Quintus Fabius Ambustus einen bedeutenden gegnerischen Häuptling mit einem Speer niederstach. Als nun die Kelten darauf bestanden, dass Rom die drei Gesandten ausliefern müsse, überließen die Senatoren die weitere Vorgangsweise dem Volk. In der Folge wurden die Fabier, die ihren Einfluss und ihre Beliebtheit auszuspielen verstanden, für 390 v. Chr. in das sechsköpfige Gremium der höchsten Magistrate, der sog. Konsulartribunen, gewählt. Dies rief bei den Kelten große Empörung hervor und löste deren verheerenden Zug gegen Rom aus.
Nach dem Bericht Diodors zu urteilen, dürften in den ältesten Quellen nur zwei namenlose, nach Clusium geschickte römische Gesandte erwähnt worden sein, von denen der eine der Sohn eines der damals amtierenden Konsulartribunen gewesen sei; im gleichen Jahr wäre auch die gallische Eroberung Roms erfolgt. Drei der sechs obersten Magistrate waren damals Fabier, und spätere Umformung machte wohl aus dem Sohn des Konsulartribunen selbst einen Konsulartribunen, identifizierte diesen mit einem der Fabier und ließ ihn wie auch seine beiden anderen Familienangehörigen, die angeblich seine Brüder waren, bereits ein Jahr vor der Einnahme ihrer Vaterstadt als Gesandte nach Clusium gehen. Die ganze Erzählung entbehrt laut dem Urteil des Althistorikers Friedrich Münzer jeder Historizität.
Laut Livius soll Quintus Fabius Ambustus 389 v. Chr. wegen seines völkerrechtswidrigen Verhaltens vom Volkstribunen Gnaeus Marcius angeklagt, aber vor dem Beginn des Prozesses gestorben sein; möglicherweise sei dies ein Freitod gewesen, um einer drohenden Verurteilung zu entgehen.